# Schwarze Tigergarnele
Die Schwarze Tigergarnele Penaeus monodon (englisch Giant Tiger Prawn), die auch als Riesengarnele bezeichnet wird, ist ein Zehnfußkrebs aus der Familie der Penaeidae. Diese aus dem westlichen Indopazifik stammende Garnele zählt zu den wichtigsten Zuchtgarnelen und wird weltweit verkauft.
Im deutschsprachigen Raum wird diese Garnele entweder als Schwarze Tigergarnele oder unter dem Namen Black Tiger Garnele vermarktet.

## Merkmale
Schwarze Tigergarnelen können eine maximale Körperlänge von bis zu 33 cm erreichen und ist somit die längste Art der Penaeidae. Weibchen sind in der Regel größer als Männchen. Die schnell wachsenden Tiere erreichen dabei ein Gewicht von bis zu 250 Gramm.
In Abhängigkeit von der Beschaffenheit des besiedelten Meeresbodens, Ernährung und Wassertrübung, variiert die Körperfärbung von grün, braun, rot, grau bis blau. Die quer verlaufenden Farbbänder auf Carapax und Abdomen alternieren zwischen blau oder schwarz und gelb. Die Antennen haben eine einheitlich bräunlich-pinke Färbung. Schreitbeine und Pleopoden haben cremefarbene Punkte, meist die gleiche Farbe wie der Körper oder sind etwas dunkler. Die Uropoden sind braun, grünlich-grau oder bläulich, mit einem hellgelben, quer verlaufenden Band. Juvenile haben im Gegensatz zu Adulten eine eher einheitliche Färbung und nur auf dem ersten, dritten und letzten abdominalen Segment die typischen quer verlaufenden Farbbänder.
Das Rostrum der Garnelen ist gut entwickelt und besitzt sieben bis acht rückenseitige und drei bis vier, selten nur zwei, bauchseitige Zähne. Der vom Rostrum nach hinten verlaufenden Grat sowie die Vertiefungen, reichen nicht über die Mitte des Carapax hinaus. Der Carapax ist glatt und besitzt keine längs oder quer verlaufenden Nähte. Hinter den Augen, an den Flanken des Carapax, befinden sich stets typische Grate und Vertiefungen sowie zwei Stacheln. Das fünfte Paar der Schreitbeine besitzt stets keinen Exopodit. Das Petasma der Männchen ist symmetrisch und besitzt einen dünnen, mittig gelegenen Lobus. Weibchen haben den geschlossenen Typ des Thelycum.

## Ökologie

### Verbreitung und Lebensraum
Das natürliches Verbreitungsgebiet Schwarzer Tigergarnelen liegt an den Küsten des westlichen Indopazifik. Es reicht von Südafrika über die afrikanische Ostküste bis nach Pakistan und Indien und erstreckt sich bis Südostasien, wo die Garnelen sowohl in China, als auch im Japanischen Meer bis nach Nordaustralien vorkommen.
Dort lebt die Garnele als Benthont in Tiefen von 0 bis 150 m auf schlammigem oder sandigem Grund. Juvenile Tiere leben überwiegend in Ästuaren bzw. im Brackwasser, Adulte leben dagegen im Allgemeinen marin.
Die Schwarze Tigergarnele wird auch außerhalb ihres natürlichen Verbreitungsgebietes gezüchtet. Von jenen Aquakulturen gelangten in den USA und wahrscheinlich auch in Westafrika Individuen in das offene Meer. Während sich die Garnele in Westafrika wahrscheinlich nicht etablierte, wird Penaeus monodon regelmäßig in nordamerikanischen Gewässern gefangen. Als Neozoon hat sie nun eine Verbreitung an den Küsten von North Carolina bis in den Golf von Mexiko sowie um Hawaii.
Die Krebstiere leben nachtaktiv und verstecken sich tagsüber im Meeresgrund. Nachts verlassen sie ihre Verstecke, um Nahrung zu suchen bzw. zu jagen. Im Gegensatz zu vielen anderen Garnelen sind sie eher Prädatoren als omnivore Aasfresser.

### Fortpflanzung und Larven
Männchen werden bei einem Gewicht von etwa 35 g geschlechtsreif, die Weibchen erst bei 70 g, beide sind jedoch erst etwa vier Monate nach Erreichen der Fortpflanzungsfähigkeit ausgewachsen. Die Begattung erfolgt in der Nacht, kurz nachdem sich das Weibchen gehäutet hat. Die Spermatophoren werden in das Thelycum der Weibchen übertragen und dort gespeichert. Ausgewachsene Weibchen können relativ hohe Mengen an Eiern produzieren, der Rogen kann zwischen 500.000 und 750.000 Eier umfassen. Das Laichen erfolgt ebenfalls nachts, die Befruchtung extern, während der Laich in das Wasser entlassen wird. Etwa zwölf bis 15 Stunden nach der Befruchtung schlüpfen die Larven als frei schwimmende Nauplien.

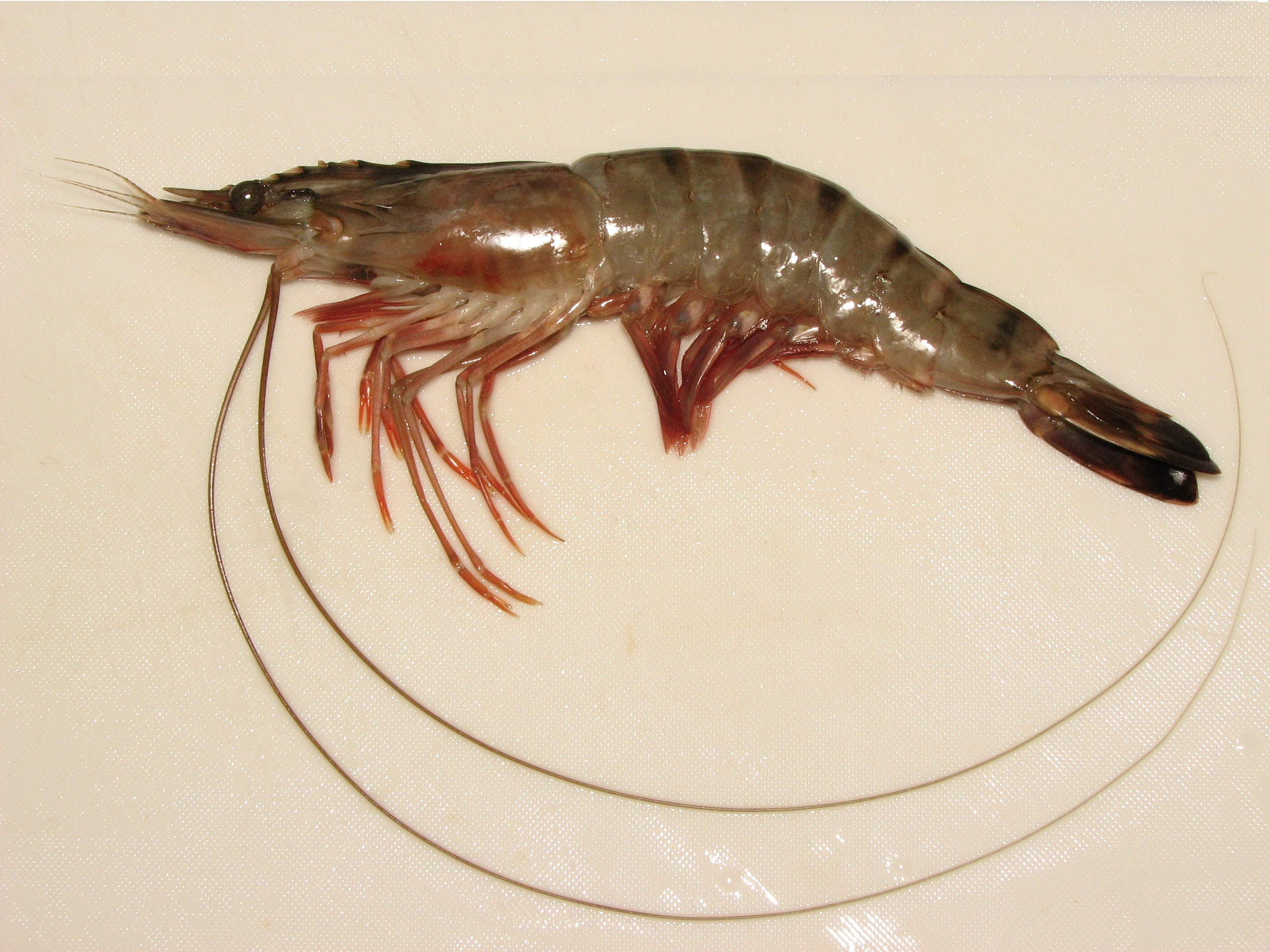
Schwarze Tigergarnele

In diesem Stadium fressen sie noch nicht und häuten sich insgesamt sechsmal. Bis sie ausgewachsen sind durchlaufen die Larven sechs weitere Häutungen, die sogenannten planktischen Stadien Protozoea, während der sie mit der Strömung zur Uferzone getrieben werden. Nach Abschluss der Metamorphose erfolgt der Übergang zu einer benthischen Lebensweise. Obwohl die Entwicklung bis zur adulten Garnelenform, der sogenannten Postlarve, nur 13–18 Tage dauert, benötigen die Tiere etwa viereinhalb ?? um geschlechtsreif zu werden.

## Systematik und Taxonomie
Als Art wurde Penaeus monodon im Jahr 1798 von Johann Christian Fabricius erstbeschrieben. Der Holotypus wurde von Dagobert Carl de Daldorff wahrscheinlich auf einem Fischmarkt in Tharangambadi erstanden. Er gilt heute als verschollen, weshalb Lipke Holthuis ein aus Jakarta stammendes Männchen als Neotypus bestimmte. Synonyme sind u. a. Penaeus bubulus Kubo, 1949, Penaeus coeruleus Stebbing, 1905, Penaeus carinatus Dana, 1852 und Penaeus monodon monodon Burkenroad, 1959. Die ehemals als Unterart beschriebene Penaeus monodon manillensis Villaluz & Arriola, 1938 wird heute als eigene Art, Penaeus semisulcatus De Haan, 1844, angesehen. Penaeus monodon ist Typspezies der Gattung Penaeus.

## Nutzung und Zucht

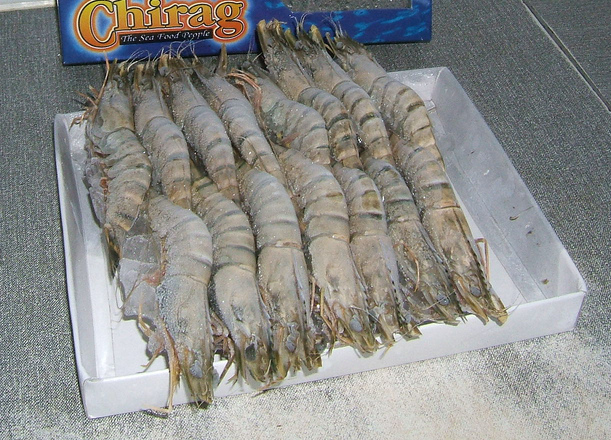
Gefrorene Penaeus monodon mit Kopf

Obwohl Schwarze Tigergarnelen überwiegend in Aquakulturen gezüchtet werden, wird die Art auch noch immer wild gefangen. Die größten Produzenten von Penaeus monodon aus Aquakulturen sind Thailand, Vietnam, Indonesien, Indien, die Philippinen, Malaysia und Myanmar. Während der 1980er Jahre stieg die so produzierte Menge von 21.000 t auf 200.000 t im Jahr 1988. Seit dem Jahr 2000 liegt die Menge bei über 500.000 t. Im Jahr 2011 wurden 662.453 t im Wert von 3.468.674.000 US$ gezüchtet.
In Thailand etwa sank die produzierte Menge von Penaeus monodon zwischen 2001 und 2006 von 280.000 t auf unter 50.000 t, während die Weißfußgarnele Litopenaeus vannamei erst 2002 in Thailand eingeführt und bereits 2006 in einer Menge von fast 400.000 t gezüchtet wurde. Gründe für den Wechsel sind die wesentlich geringere Anfälligkeit von Litopenaeus vannamei für Krankheitserreger sowie ihr schnelleres Wachstum.
Nach Angaben der Ernährungs- und Landwirtschaftsorganisation der Vereinten Nationen (FAO) sind die Produktionsmengen mittlerweile stabil angestiegen und lagen 2022 bei über 700.000 t erzeugter Schwarzer Tigergarnelen, womit die Garnelenart zu den wichtigsten Krebstieren in der Aquakultur zählt.
In den Handel gelangt Penaeus monodon überwiegend gefroren, mit oder ohne Kopf, meist auch geschält. Hauptabnehmer sind die USA, die EU und Japan. Zusätzlich wird die Garnele bereits vorgekocht, paniert, gespießt oder anderweitig präpariert angeboten. Nicht für den Export bestimmte Garnelen machen weniger als 10 Prozent der insgesamt gefangenen und gezüchteten Garnelen aus. Lebende Penaeus monodon, die vor allem von chinesischen Restaurants nachgefragt werden, machen weniger als 2 Prozent aus.